# París-Tours 1997
La París-Tours 1997 fue la 91.ª edición de la clásica París-Tours. Se disputó el 5 de octubre de 1997 y el vencedor final fue el ucraniano Andréi Chmil del equipo Lotto-Mobistar.
Fue la novena carrera de la Copa del Mundo de ciclismo de 1997.

## Clasificación general
|    | Ciclista            | Equipo                | Tiempo     |
| -- | ------------------- | --------------------- | ---------- |
| 1  | Andrei Tchmil       | Lotto-Mobistar        | 5h 23' 44" |
| 2  | Maximilian Sciandri | La Française des Jeux | + 01"      |
| 3  | Henk Vogels         | Gan                   | + 04"      |
| 4  | Claudio Camin       | Brescialat-Verynet    | m. t.      |
| 5  | Ján Svorada         | Mapei-GB              | m. t.      |
| 6  | Mirko Rossato       | Scrigno-Gaerne        | m. t.      |
| 7  | Biagio Conte        | Scrigno-Gaerne        | m. t.      |
| 8  | Aart Vierhouten     | Rabobank              | m. t.      |
| 9  | Léon van Bon        | Rabobank              | m. t.      |
| 10 | Luca Gelfi          | Brescialat-Verynet    | m. t.      |